# 新潟市役所
新潟市役所（にいがたしやくしょ）は、地方公共団体である新潟市の執行機関としての事務を行う役所。

## 歴史

### 庁舎の変遷
1881年（明治14年）から1989年（平成元年）までにかけての108年の間、市役所本庁舎は中央区古町地区の西堀通六番町に所在していた。
同区学校町通一番町に所在する現在の市役所本庁舎本館は、市制100周年記念事業の一環として1989年に旧新潟県庁舎本庁舎跡地に竣工したもので、旧県庁舎の分館2棟は改修した上で、引き続き市役所本庁舎の分館として使用された。また、2006年（平成18年）には市役所から至近の白山浦一丁目に所在する旧国土交通省北陸地方整備局庁舎跡を取得して改修し、同年12月から白山浦庁舎として使用された。
しかし、分館と白山浦庁舎の老朽化により2020年5月、再開発ビル古町ルフルに「ふるまち庁舎」をオープンし市役所機能の約5割を移転させた。
なお、西堀通の旧市役所立地には1993年（平成5年）にNEXT21が完成した。また、2004年（平成16年）に開館した新潟市歴史博物館（みなとぴあ）の本館は、二代目市庁舎をモデルに建設されたものである。

### 沿革
- 1881年（明治14年） - 西堀通六番町に初代新潟市役所庁舎（竣工当初は新潟区役所）が竣工[1]。
- 1908年（明治41年）3月8日 - 新潟大火により初代市庁舎が焼失[1]。
- 1911年（明治44年） - 二代目市庁舎が竣工。設計は三橋四郎。正確な建設記録は消失したが、木造モルタル仕上げと思われる。
- 1933年（昭和8年）6月12日 - 二代目庁舎が火災により焼失し、新潟県商工奨励館（一番堀通町、現在の新潟市役所第一分館付近）に仮庁舎を置く。
- 1942年（昭和17年） - 三代目市庁舎が竣工。
- 1955年（昭和30年）10月1日 - 新潟大火により三代目市庁舎が焼失。
- 1958年（昭和33年） - 四代目市庁舎が竣工。設計は佐藤武夫。鉄筋コンクリート造。
- 1989年（平成元年） - 四代目市庁舎が老朽化し手狭になったことから移転新築することになり、学校町通一番町（旧新潟県庁舎本庁舎立地）に現在の五代目市庁舎が竣工。併せて旧県庁舎分館2棟を改修し、それぞれ第一分館、第二分館として引き続き使用。
- 2006年（平成18年） - 白山浦一丁目の旧国土交通省北陸地方整備局庁舎跡を取得し「白山浦庁舎」として整備。
- 2007年（平成19年）4月1日 - 政令指定都市移行に伴い、本庁舎に中央区役所を設置。
- 2017年（平成29年） - 8月14日に、中央区役所機能をNEXT21内へ移転[4][5]。
- 2020年（令和2年） - 新潟大和跡地の再開発ビル古町ルフル内に市役所ふるまち庁舎を開庁[3]。分館と白山浦庁舎は廃止され売却予定。

## 本庁舎
2017年10月10日に市役所本館の1・2階がリニューアルオープンした。
下記部局の配置はいずれも2020年8月3日現在。
| 階  | |
| --- | --- |
| 7F  | 議場傍聴席、傍聴者ラウンジ、記者席 |
| 6F  | 議場、第1-5委員会室、講堂、特別控室、執行部控室 |
| 5F  | 全員協議会室、総務部総務課、行政経営課、集中改革推進課、ICT政策課、人事課、職員課 |
| 4F  | 議長室、議会事務局、政策企画部、政策調整課、広報課、財務企画課、財務課、記者室 |
| 3F  | 市長室、秘書課、防災課、危機対策課、防災情報室、対策室1～3 |
| 2F  | 市民協働課、男女共同参画課、財産活用課、用地対策課、契約課、入札室、土木総務課、道路計画課、公園水辺課、経営企画課、下水道計画課、循環社会推進課、廃棄物対策課、環境政策課、環境対策課、喫茶室（カフェテラス・ピーア）                                                       |
| 1F  | 市民生活課、広聴相談課、市政情報室、福祉総務課、福祉監査課、障がい福祉課、高齢者支援課、地域包括ケア推進課、介護保険課、こども政策課、こども家庭課、保育課、総合案内所、市民ロビー、市民ホール、警備員室、第四北越銀行新潟市役所出張所（店番号：281 旧第四店舗） ATMコーナー |
| B1F | 保険年金課、会計課、健康管理室、職員組合、売店 |

## ふるまち庁舎

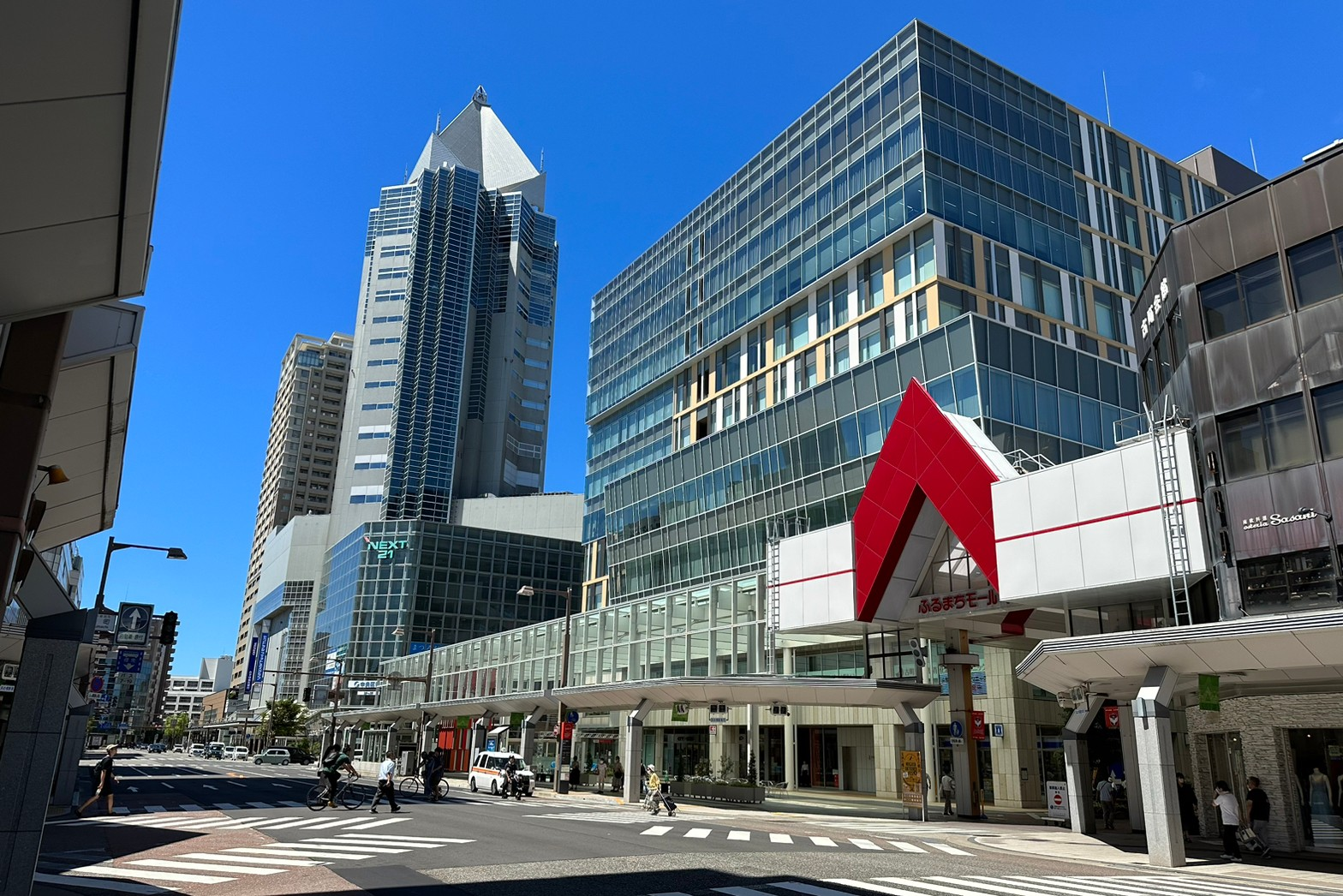
ふるまち庁舎が入る古町ルフル（中央右、2023年8月）

分館と白山浦庁舎の老朽化や商業地の活性化などのため、新潟市は再開発ビル古町ルフルの3階から6階までのフロアを約44億円で購入。2020年5月に「ふるまち庁舎」としてオープンし市役所機能の約5割を移転させた。これに先立って新潟市では観光関連部署が西堀前通のビルに移転していたがこれらも集約された。
| 階 | |
| -- | --- |
| 6F | 住環境政策課、建築行政課、公共建築第1課、公共建築第2課 |
| 5F | 文化政策課、文化創造推進課、歴史文化課、スポーツ振興課、観光政策課、国際観光課、広域観光課、国際課、産業政策課、成長産業支援課、商業振興課、企業誘致課、雇用政策課、都市計画課、まちづくり推進課、都市交通政策課、港湾空港課、技術管理課、工事検査課 |
| 4F | 農林政策課、農村整備・水産課、食と花の推進課、教育総務課、学務課、施設課、保健給食課、地域教育推進課、学校人事課、教育職員課、学校支援課、教育長室                                                                                                   |
| 3F | 税制課、資産評価課、債権管理課、市民税課、資産税課、納税課 |

## 上大川前庁舎
| 階 |                                                  |
| -- | ------------------------------------------------ |
| 2F | 選挙管理委員会事務局、監査委員事務局、生協事務室 |
| 1F | 人事委員会事務局                                 |

## 庁舎再編前の施設

### 本庁舎

#### 本館
2017年8月まで市役所本庁舎本館には中央区役所があったがNEXT21に移転した。中央区役所があったスペースは仕切られて執務室とされている。
また配置部局によっては受付によって申し出をしないとならない方法が取られている。

#### 第一分館

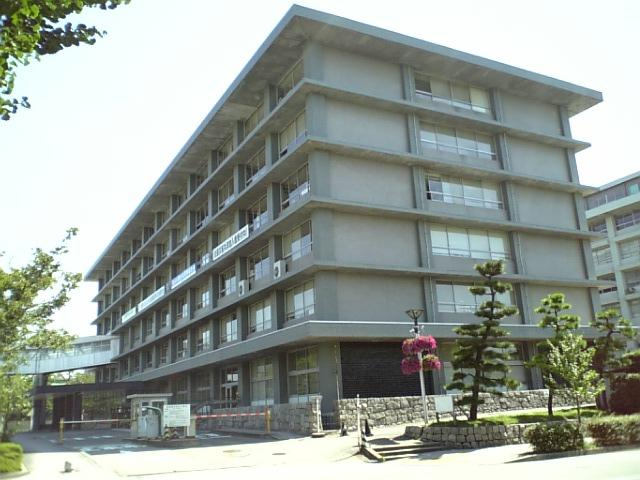
新潟市役所（第一分館）

第一分館（第二分館廃止後は単に分館）は1961年築の建物で床面積11,738㎡。
廃止された旧市役所分館は新型コロナウイルス感染症ワクチン接種の集団接種会場として利用されている。

#### 第二分館

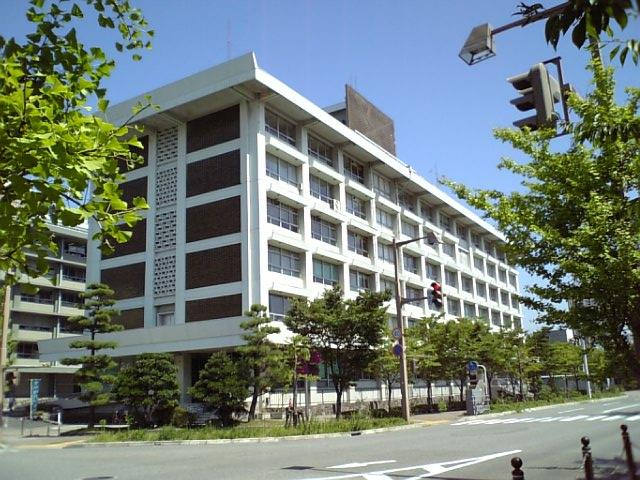
新潟市役所（第二分館）

旧・新潟県庁時代からの使用で、老朽化が激しいことから2013年8月より解体工事が始まった。解体後の跡地は駐車場として整備される。
なお、本庁舎、第一・第二分館は、3階の連絡通路でそれぞれ接続していた。

### 白山浦庁舎

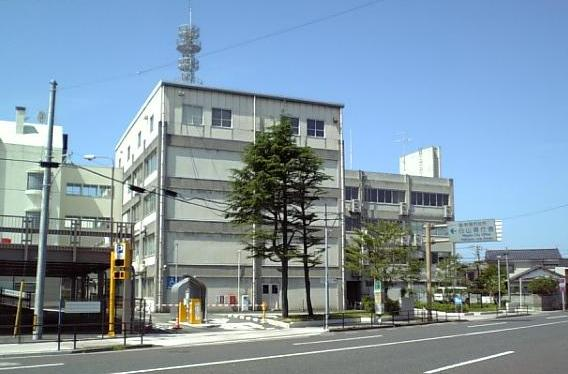
新潟市役所（白山浦庁舎）

白山浦庁舎は旧建設省が整備した建物を新潟市が譲り受けたもので1号棟から7号棟まで存在。敷地面積は約8300平方メートル。国土交通省北陸地方整備局庁舎が2006年（平成18年）1月に新潟美咲合同庁舎1号館へ移転したのを受け、老朽化が著しい本庁舎第二分館の移転先として新潟市が取得した上で建物を改修し、同年12月から各部局を順次移転した。しかし、建築から半世紀がたち老朽化が著しくなり、大規模地震で倒壊のおそれがあると診断されたことから2016年の庁舎再編の基本方針により他の建物に機能を順次移転することになった。
2020年に農林水産部や市教育委員会などがふるまち庁舎などに移転。2021年1月下旬までに環境部が本庁舎に移転し廃止された。
新潟市は住宅と食料品スーパーの両立を条件にサウンディング型市場調査を実施し、全14事業者が両立が可能と回答したことなどから、既存建物の解体撤去と食料品スーパー・住宅の整備などを条件とする一般競争入札で売却することになった。
2022年2月3日、建物の解体・撤去後に食料品スーパーと住宅などを整備することを条件とする条件付きの一般競争入札でダイア建設新潟（中央区）が落札した。

## 交通アクセス

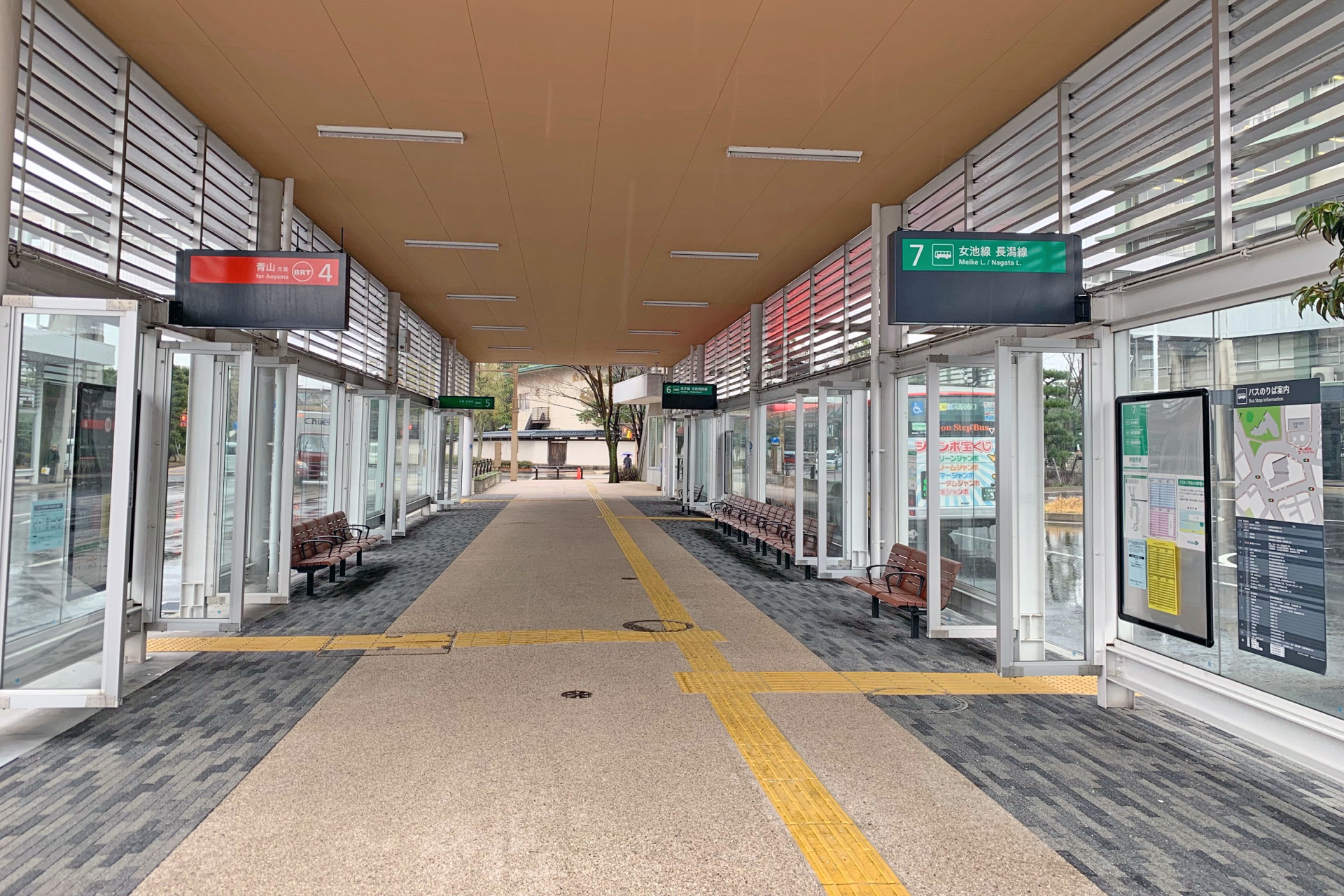
本庁舎と分館の間の県道沿いには萬代橋ラインをはじめとした路線バス乗り換え拠点が整備されている（分館横、西・南方面行のりば、2019年3月）

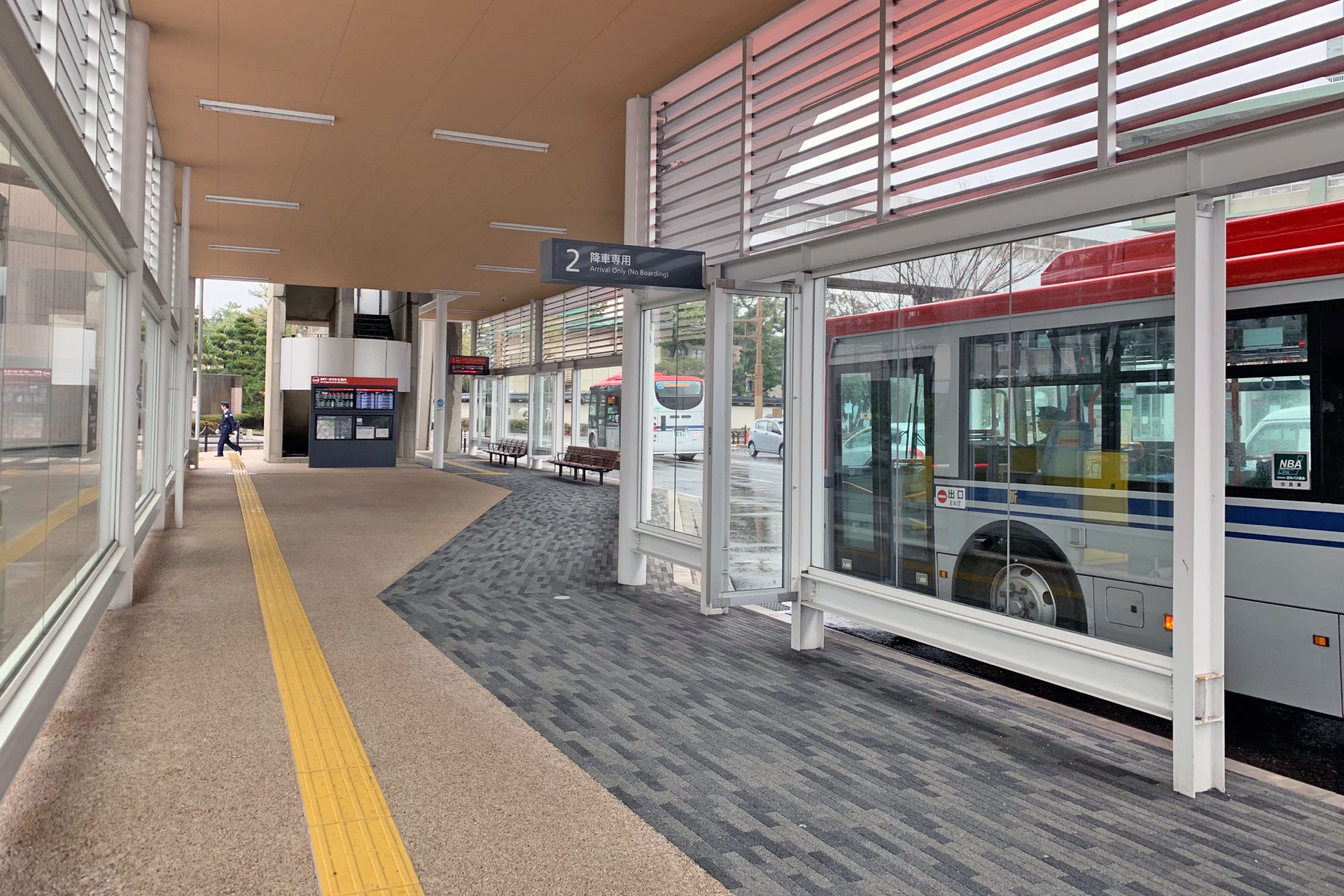
同上（本館の南玄関横、新潟駅前方面行、2019年3月）

- JR越後線・白山駅北口から徒歩約15分 もしくは北口駅前広場・1番のりばから新潟交通BRT萬代橋ラインほか「新潟駅」行で「市役所前」下車すぐ（所要時間 約3分）
- JR新潟駅万代口バスターミナル各番線から新潟交通の下記の路線バスに乗車し「市役所前」下車（いずれも所要時間 約12分） 市役所本館に正面（西大通り側）に到着するのが W1 有明線 W2 西小針線 C3 信濃町線 の系統である。 市役所本館の裏側または第一分館に近い場所（写真のBRT乗り場）に到着するのが BRT萬代橋ライン（西部営業所行き・寺尾線直通・大堀線直通も含む） となっている。
  - 万代口0・1番線からBRT・萬代橋ライン「青山」（西部営業所行き・寺尾線直通・大堀線直通も含む）方面行
  - 万代口5番線からW2 西小針線（W20～W22）
  - 万代口6番線からC3 信濃町線（C30～C32）またはW1 有明線（W10～W12）
  - 白山浦庁舎へは、上記の各停留所から徒歩約5分を要する。
- 国道8号（新潟バイパス）桜木ICから車で約10分

なお、市役所前はこのほかにも市内各方面へのバス路線が発着する拠点として整備されている（のりば案内は#外部リンクを参照）。また、高速バス（ときライナー）も当バス停に停車する。

### 駐車場
2019年3月現在、来庁者は割引処理を受けることで60分まで無料となる。
- 本館駐車場（49台、24時間利用可能）
- 分館駐車場（123台、24時間利用可能）
- 白山浦庁舎駐車場（52台、午前7時30分から午後7時まで（出庫は24時間）利用可能）

混雑時は周辺駐車場の利用も推奨されており、庁舎隣接駐車場同様、来庁者割引がある。
- 白山公園駐車場（4箇所、計592台、午前8時から午後11時まで（出庫は24時間）利用可能）
- 陸上競技場駐車場（235台、午前8時から午後11時まで（出庫は24時間）利用可能）

## 区役所・出張所
2023年5月現在、新潟市8行政区の区役所とその出張所は下記の通りである。
- 北区役所
新潟市北区東栄町1丁目1番14号
  - 北出張所
新潟市北区松浜1-7-9
- 東区役所
新潟市東区下木戸1-4-1
  - 石山出張所
新潟市東区石山1-1-12
- 中央区役所
新潟市中央区西堀通6番町866番地（NEXT21 2階から5階）
  - 東出張所
新潟市中央区蒲原町7-1
  - 南出張所
新潟市中央区新和3-3-1
- 江南区役所
新潟市江南区泉町3-4-5
  - 横越出張所
新潟市江南区横越中央1-1-1
- 秋葉区役所
新潟市秋葉区程島2009番地
  - 小須戸出張所
新潟市秋葉区小須戸120-5
- 南区役所
新潟市南区白根1235番地
  - 味方出張所
新潟市南区味方1544番地
  - 月潟出張所
新潟市南区月潟535番地
- 西区役所
新潟市西区寺尾東3-14-41
  - 西出張所
新潟市西区内野町413番地
  - 黒埼出張所
新潟市西区大野町2843番地1
- 西蒲区役所
新潟市西蒲区巻甲2690番地1
  - 岩室出張所
新潟市西蒲区西中860番地
  - 西川出張所
新潟市西蒲区旗屋585番地1
  - 潟東出張所
新潟市西蒲区三方1番地
  - 中之口出張所
新潟市西蒲区中之口626番地

## 新潟市の組織
- 市長部局
  - 政策企画部
  - 市民生活部
  - 危機管理防災局
  - 文化スポーツ部
  - 環境部
  - 福祉部
  - こども未来部
  - 保健衛生部
  - 観光・国際交流部
  - 経済部
  - 農林水産部
  - 都市政策部
  - 建築部
  - 土木部
  - 下水道部
  - 総務部
  - 財務部
  - 秘書課
- 各区役所
- 消防局
- 水道局
- 市民病院事務局
- 会計管理者（会計課）
- 教育委員会事務局
- 選挙管理委員会事務局
- 人事委員会事務局
- 監査委員事務局
- 農業委員会事務局
- 議会事務局